# Gargždai
Gargždai er en by i det vestlige Litauen beliggende i Klaipėda apskritis, i Klaipėda distriktskommune, som Gargždai er hovedsæde for. Floden Minija løber gennem byen. Gargždai Stadion er det vigtigste stadion i byen.
Gargždai ligger ved motorvejen A1, der går fra Klaipeda via Kaunas til Vilnius og tæt ved den den gamle østpreussiske-litauiske grænse, den østpreussiske landsby på den anden side af grænsen (nu i Litauen) hedder Laugaliai, på daværende tidspunkt: tysk: Laugallen.

## Navn
Gargždai er byens litauiske navn. På polsk: hedder den Gorżdy, russisk: Гаргждай (tr. Gorzhdy), hviderussisk: Горжды (tr. Horzhdy), jiddisch: גורזד (tr. Gorzhd), tysk: Garsden, lettisk: Gargždi og på ẑemaitisk hedder byen: Gargždā.

## Holocaust
Det samlede antal jødiske indbyggere i Gargždai dræbt af de nazistiske dødspatruljer under Holocaust, er mindst 500, herunder 200 mænd dræbt den 24. juni 1941, og 300 kvinder med børn blev dræbt den 14. og 16. september 1941. Drabene blev begået af Einsatzgruppe A under kommando af SS Brigadeführer Walter Stahlecker, og dokumenteres i Jägerrapporten.

## Sport
- FK Banga Gargždai;
- Gargždų centrinis stadionas.

## Gargždai består af toseniūnijos
- Gargždų seniūnija
- Dauparų-Kvietinių seniūnijos

## Gargždais venskabsbyer
| - Iława, Polen |